# Ulkujärvi (sjö i Enare, Lappland)
Ulkujärvi är en sjö i kommunen Enare i landskapet Lappland i Finland. Arean är 41 hektar och strandlinjen är 9,86 kilometer lång. Sjön  ingår i Pasvik älvs huvudavrinningsområde.   Den ligger omkring 300 kilometer norr om Rovaniemi och omkring 1000 kilometer norr om Helsingfors. 